# Stigny
Stigny es una localidad y comuna francesa situada en la región de Borgoña, departamento de Yonne, en el distrito de Avallon y cantón de Ancy-le-Franc.

## Demografía
| 592 | 612 | 586 | 565 | 515 | 537 | 474 | 437 | 365 | 365 | 358 | 337 | 330 | 290 | 297 | 281 | 280 | 270 | 293 | 268 | 203 | 194 | 187 | 205 | 176 | 180 | 167 | 160 | 116 | 85 | 83 | 115 | 127 |
| Para los censos de 1962 a 1999 la población legal corresponde a la población sin duplicidades (Fuente: INSEE [Consultar]) |     |     |     |     |     |     |     |     |     |     |     |     |     |     |     |     |     |     |     |     |     |     |     |     |     |     |     |     |    |    |     |     |